# Malmfältsloppet
Malmfältsloppet är en årlig längdskidtävling i Malå. Tävlingen är ett långlopp (43 km). Det första loppet hölls 19 februari 1956 och vanns av Edgar Swahn.
Loppet finns även i sträckorna 21 km och 13 km.
Mellan åren 1992 och 2001 var det inte tävlingar. Tävlingen har fått ställas in åren 1980, 2006 och 2012.